# Campeonato Mundial de Lucha de 2025
El LXXV Campeonato Mundial de Lucha se celebrará en Zagreb (Croacia) entre el 13 y el 21 de septiembre de 2025 bajo la organización de United World Wrestling (UWW) y la Federación Croata de Lucha.